# Greisinger Museum

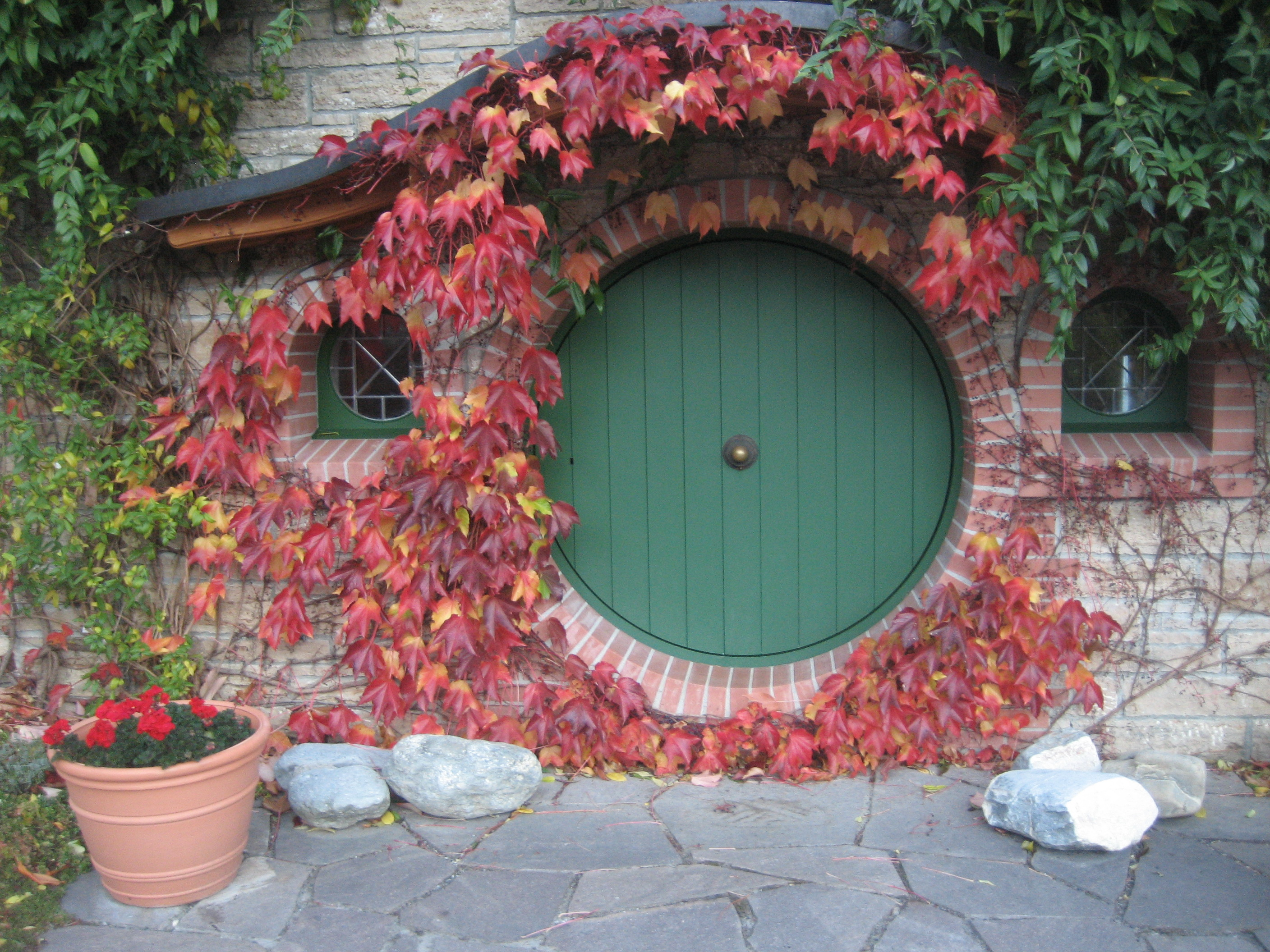
Der Eingang des Museums im Herbst

Das Greisinger Museum ist ein in Form einer Stiftung («Greisinger Museum Stiftung») geführtes Museum in Jenins. Es steht auf einem privaten Grundstück und wurde am 7. September 2013 eröffnet.
Die Stiftung wurde eingerichtet, um Tolkiens Mittelerde der Öffentlichkeit zugänglich zu machen. Unter Tolkiens Mittelerde versteht man einen Teil der vom englischen Autor Tolkien erdachten Welt, der Schauplatz der Romane Der Hobbit  und Der Herr der Ringe. Tolkien bezeichnete den Kontinent als Mittelerde, da die Germanen selbst in dieser Weise das ihnen bekannte Land bezeichneten, auf dem sie lebten. Tolkien beschreibt seine Welt von der Erschaffung bis zum Ende des Dritten Zeitalters der Sonne in dem von seinem Sohn Christopher Tolkien postum veröffentlichten Werk Das Silmarillion, an dem Tolkien bis zu seinem Tode gearbeitet hatte.
Das Greisinger Museum ist das einzige Museum weltweit, das sich dem Thema «Tolkiens Mittelerde» widmet. Fast alle ausgestellten Sammlungsstücke sind in Privatbesitz. Der Umfang der Sammlung ist mit rund 600 Originalgemälden und -zeichnungen, über 3500 Büchern und einigen tausend Sammlungsstücken jedweder Art die grösste und bedeutendste ihrer Art. Im Museum wird etwa die Hälfte der Sammlung präsentiert.
Der Bau des Museums begann Mitte 2008. Planung und Ausführung des Museums wurden auf die optimierte Nutzung der Sammlung ausgerichtet. Alle Räume bieten durch ihr Ambiente den Besuchern das Gefühl, in «Mittelerde» zu sein. Durch die Tür der Hobbithöhle gelangt man in das Museum, dessen Räume zum überwiegenden Teil unterirdisch angelegt sind.
Das Museum hat keine fixen Öffnungszeiten und kann nur im Rahmen einer Führung besucht werden.